# Chrysoperla mediterranea
Chrysoperla mediterranea is een insect uit de familie van de gaasvliegen (Chrysopidae), die tot de orde netvleugeligen (Neuroptera) behoort. 
Chrysoperla mediterranea werd voor het eerst wetenschappelijk beschreven door Herbert Hölzel in 1972.